# Stenanona monticola
Stenanona monticola är en kirimojaväxtart som beskrevs av Paulus Johannes Maria Maas och George Edward Schatz. Stenanona monticola ingår i släktet Stenanona och familjen kirimojaväxter. Inga underarter finns listade i Catalogue of Life.